# 第6海兵師団 (アメリカ軍)
第6海兵師団（だい6かいへいしだん、6th Marine Division）は、アメリカ海兵隊の師団。第二次世界大戦中に編成され、沖縄戦に投入された。

## 概要
沖縄および日本本土などへの上陸戦を行うために編成された。前身は1944年5月に編成された第1海兵臨時旅団(1st Provisional Marine Brigade)。第1海兵臨時旅団（第4、第22海兵連隊基幹）は1944年7月にグアムの戦いに投入されており、その後1944年9月にガダルカナル島で第29海兵連隊を加え、3個歩兵連隊基幹の師団編制としたものである。この師団は、アメリカ国外で編成された唯一の海兵隊師団となっている。

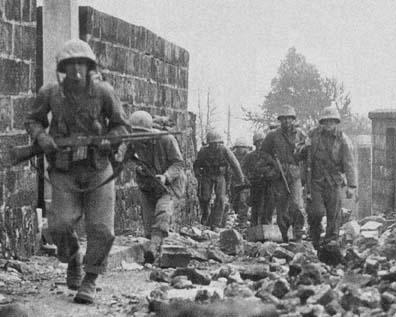
那覇市内で索敵を行う、第6海兵師団の兵士（1945年）

師団は1945年4月1日に第3水陸両用軍団の一部として、沖縄本島に上陸、4月下旬までは本島北部で戦闘を行った。その後、南部へも投入されシュガーローフの戦いにも加わっている。沖縄戦終了後の7月にグアム島へ後退し、再編成を行っている。ダウンフォール作戦の一環であるコロネット作戦（1946年4月予定）において、九十九里浜に上陸する計画となっていた。その前に日本が降伏し、戦争が終結したため、第4海兵連隊は東京へ送られ占領任務に、他の部隊は中国の青島に送られ、降伏した日本軍将兵の受け入れ任務にあたった。その後、師団は1946年4月に中国にて解隊している。

## 編制
3個連隊基幹
- 第4海兵連隊 4th Marine Regiment
- 第22海兵連隊 22nd Marine Regiment
- 第29海兵連隊 29th Marine Regiment
- 第15海兵連隊（砲兵） 15th Marine Regiment